# Енріке Часаррета
Енріке Сальвадор Часаррета (ісп. Enrique Salvador Chazarreta, 29 липня 1947, Ресістенсія, провінція Чако, Аргентина — 24 березня 2021) — аргентинський футболіст, який грав на позиції атакувального півзахисника.

## Клубна кар'єра
Народився 1947 року в місті Ресістенсія у північно-східній Аргентині. З 1960 року виступав за юнацькі та молодіжні команди «Сан-Лоренсо». У 1969 році відправився набиратися досвіду в оренду до «Архентінос Хуніорс», а вже наступного року повернувся до першої команди «Сан-Лоренсо». У команді виступав разом з Родольфо Фішером, Роберто Тельчем та Рубеном Гларією. Швидко став гравцем основного складу, у період з 1970 по 1975 рік зіграв 184 матчі в аргентинській Прімері, в яких відзначився 30-а голами. У вище вказаний період двічі вигравав чемпіонат Аргентини. У фінальному матчі національного чемпіонату Аргентини з рахунком 1:0 «Сан-Лоренсо» обіграв «Рівер Плейт». Того ж року «Сан-Лоренсо» виграв чемпіонат Аргентини Метрополітано, випередивши на 6 очок «Расінг» (Авельянеда). Таким чином, у 1972 році команда виграла обидва чемпіонати Аргентини. Втретє чемпіонат Аргентини Енріке виграв разом з «Сан-Лоренсо» 1974 року, коли його команда в національному чемпіонаті на одне очок випередила «Росаріо Сентраль». Проте після цього «Сан-Лоренсо» більше не вигравав трофеїв. Після фінансових труднощів знову виграти чемпіонат Аргентини «Сан-Лоренсо» вдалося через 21 рік.
У «Сан-Лоренсо» грав до 1975 року, після чого вирішив переїхати до Європи. Півзахисник перебрався в «Авіньйон», де за два роки в чемпіонаті Франції зіграв 65 матчів (9 голів). Разом з командою з півдня Франції провів один сезон в еліті французького футболу, проте за підсумками сезону 1975/76 років «Авіньйон» посів останнє місце в чемпіонаті та вилетів до Ліги 2.
У 1977 році залишив «Авіньйон» та перейшов в «Олімпік» (Алес), де виступав протягом двох років у Лізі 2. Після цього повернувся до Аргентини. З 1980 по 1981 рік виступав за команду «Хімнасія і Есгріма», а наступний рік провів у «Депортіво» (Морон). Футбольну кар'єру завершив 1982 року у віці 35 років.

## Кар'єра в збірній
У 1974 році головний тренер аргентинської збірної Владислао Кап викликав Часаррету для участі на чемпіонаті світу в Німеччині. на цьому турінірі зіграв один поєдинок: на 78-й хвилині нічийного (1:1) матчу проти Італії замінив нападника Ектора Ясальде. Збірна Аргентини на тому турнірі дійшла до другого групового етапу, де поступилася збірним Нідерландів та Бразилії, але випередила збірну НДР. З 1973 по 1974 рік зіграв 11 матчів у футболці національної команди.

## Досягнення
«Сан-Лоренсо»
- Прімера Дивізіон Аргентини
  -  Чемпіон (3): 1972 (Насьональ), 1972 (Метрополітано), 1974 (Насьональ)